# Prix littéraires du Gouverneur général 2008
Les finalistes aux Prix littéraires du Gouverneur général pour 2008, un des principaux prix littéraires canadiens, ont été annoncés le 21 octobre 2008. Les lauréats ont été annoncés le 18 novembre 2008.

## Français

### Prix du Gouverneur général: romans et nouvelles de langue française
- Marie-Claire Blais, Naissance de Rebecca à l’ère des tourments
- Jean-François Beauchemin, Ceci est mon corps
- Guillaume Corbeil, L'Art de la fugue
- Monique Proulx, Champagne
- Jean-Pierre Trépanier, Colomia

### Prix du Gouverneur général: poésie de langue française
- Michel Pleau, La Lenteur du monde
- Steve Auger, Le Rosier incendiaire
- François Charron, Nous aurons tout vécu
- Henri Chassé, Morceaux de tempête
- Michel A. Thérien, Du vertige et de l’espoir : carnets africains

### Prix du Gouverneur général: théâtre de langue française
- Jennifer Tremblay, La Liste
- Yvan Bienvenue, La Vie continue
- Carole Fréchette, Serial Killer et autres pièces courtes
- Catherine Mavrikakis, Omaha Beach
- Wajdi Mouawad, Le soleil ni la mort ne peuvent se regarder en face

### Prix du Gouverneur général: études et essais de langue française
- Pierre Ouellet, Hors-temps: poétique de la posthistoire
- Adèle Lauzon, Pas si tranquille
- Georges Leroux, Partita pour Glenn Gould: musique et forme de vie
- André Major, L’Esprit vagabond
- Louise Warren, La Forme et le Deuil : archives du lac

### Prix du Gouverneur général: littérature jeunesse de langue française - texte
- Sylvie Desrosiers, Les Trois Lieues
- Camille Bouchard, Trente-neuf
- Charlotte Gingras, Ophélie
- François Gravel, Sales Crapauds
- Carole Tremblay, Fred Poulet enquête sur une chaussette

### Prix du Gouverneur général: littérature jeunesse de langue française - illustration
- Janice Nadeau, Ma meilleure amie (Gilles Tibo)
- Philippe Béha, Les Pays inventés (Henriette Major)
- Stéphane Jorisch, Un cadeau pour Sophie (Gilles Vigneault)
- Marie Lafrance, Le Sorcier amoureux (Mireille Levert)
- Caroline Merola, Quand le chat est parti (Caroline Merola)

### Prix du Gouverneur général: traduction de l'anglais vers le français
- Claire Chabalier et Louise Chabalier, Tracey en mille morceaux (The Tracey Fragments, Maureen Medved)
- Dominique Bouchard, Les Grands Lacs : histoire naturelle d’une région en perpétuelle mutation (The Great Lakes: The Natural History of a Changing Region, Wayne Grady)
- Jean-Marc Dalpé, Roc & rail : Trains fantômes suivi de Slague : l’histoire d’un mineur (Roc’n Rail: Ghost Trains and Spitting Slag, Mansel Robinson)
- Lori Saint-Martin et Paul Gagné, Big Bang (Bang Crunch, Neil Smith)
- Sophie Voillot, Logogryphe (The Logogryph, Thomas Wharton)

## Anglais

### Prix du Gouverneur général: romans et nouvelles de langue anglaise
- Nino Ricci, The Origin of Species

### Prix du Gouverneur général: poésie de langue anglaise
- Jacob Scheier, More to Keep Us Warm

### Prix du Gouverneur général: théâtre de langue anglaise
- Catherine Banks, Bone Cage

### Prix du Gouverneur général: études et essais de langue anglaise
- Christie Blatchford, Fifteen Days: Stories of Bravery, Friendship, Life and Death from Inside the New Canadian Army

### Prix du Gouverneur général: littérature jeunesse de langue anglaise - texte
- John Ibbitson, The Landing

### Prix du Gouverneur général: littérature jeunesse de langue anglaise - illustration
- Stéphane Jorisch, The Owl and the Pussycat (Edward Lear)

### Prix du Gouverneur général: traduction du français vers l'anglais
- Lazer Lederhendler, Nikolski (Nikolski de Nicolas Dickner)